# Heike Singer
Heike Singer, po mężu Klein (ur. 14 lipca 1964 w Rodewisch) – niemiecka kajakarka. Złota medalistka olimpijska z Seulu.
Reprezentowała Niemiecką Republiką Demokratyczną. Zawody w 1988 były jej jedynymi igrzyskami olimpijskimi. Medal zdobyła w kajakowej czwórce na dystansie 500 metrów, wspólnie z Birgit Schmidt, Anke Nothnagel i Ramoną Portwich. Na mistrzostwach świata zdobyła trzy złote medale, zwyciężając w 1985 i 1989 w kajakowej czwórce na dystansie 500 metrów, w 1989 także w kajakowej dwójce.